# Гавирате
Гавирате (итал. Gavirate) — коммуна на севере Италии. Располагается в провинции Варесе области Ломбардия.
Находится на берегу озера Варесе. Население составляет 9 337 человек (на 2017 г.), плотность населения составляет 777 чел./км². Площадь коммуны составляет — 12,01 км². Почтовый индекс — 21026. Телефонный код — 0332.
Покровителем коммуны почитается святой апостол и евангелист Иоанн Богослов, празднование 27 декабря, а также святой Пётр (San Pietro). 